# Матали
Матали (пол. Matały) — село в Польщі, у гміні Лохув Венґровського повіту Мазовецького воєводства.
Населення — 163 особи (2011).
У 1975—1998 роках село належало до Седлецького воєводства.

## Демографія
Демографічна структура станом на 31 березня 2011 року:
|          | Загалом | Допрацездатний вік | Працездатний вік | Постпрацездатний вік |
| -------- | ------- | ------------------ | ---------------- | -------------------- |
| Чоловіки | 79      | 17                 | 50               | 12                   |
| Жінки    | 84      | 24                 | 41               | 19                   |
| Разом    | 163     | 41                 | 91               | 31                   |